# 1957 год в телевидении
Список 1957 год в телевидении описывает события в мире телевидения, произошедшие в 1957 году.

## События

### Апрель
- 30 апреля — начало вещания первой Литовской телевизионной программы (ныне LRT televizija).

### Май
- Создан Государственный комитет по телевидению и радиовещанию (первый председатель — Сергей Кафтанов).

### Октябрь
- 25 октября — Начало вещания тюменской телерадиокомпании «Регион-Тюмень».

## Родились
- 31 марта — Дмитрий Никифоров, ТВ-знаток (Своя игра) и инженер-строитель. Установил антирекорд в Своей игре (15 проведённых игр и всего 2 победы)[1].
- 1 апреля — Михаил Замалин, ТВ-знаток (Своя игра) и адвокат[2].
- 18 июля — Валентин Мельников, ТВ-знаток (Своя игра), литератор-эсперантист и программист.
- 10 ноября - Александр Шаталов, ТВ-Ведущий (Графоман), поэт, критик, издатель, сценарист, редактор, консультант, (ум. в 2018 г).